# 후지키 나오히토
후지키 나오히토(일본어: 藤木 直人, 1972년 7월 19일~ )는 일본의 배우·가수이다. 소속사는 큐브, 소속 레코드 회사는 포니캐년, 오카야마현 구라시키시에서 태어나 지바현 사쿠라시에서 자랐다. 치바현립사쿠라고교, 와세다 대학 이공학부 정보학과 졸업. 이란성 쌍둥이의 동생. 일본 내 애칭은 "후짓키" , 한국 내 애칭은 "후짱", "나오", "후지키" 등.

## 역사・인물
- 대학 2학년 때에 〈맨즈논노〉의 패션모델에 응모하여, 최종심사에서 낙선하였음에도 연예사무소(지금의 사무소는 아니다)의 사람에게 캐스팅되어 영화 《꽃보다 남자》의 하나자와 루이 역으로 데뷔.
- 1995년 봄 Optune의 CM에 조역으로 출연.(공동출연은 야마자키 나오코)
- 1996년 졸업 후 본격적으로 예능활동을 시작.
- 1999년에 가수로 데뷔. 2004년에는 일본 아카데미상 신인배우상을 수상 (본인은 이 일이 연기에 대해 자신을 갖게 해준 일이라고 함.)
- 2005년부터는 〈오샤레이즘〉의 퍼스널리티로 출연 중.
- 2005년 12월 27일, 대학시절부터 알고 지내던 6살 연하의 일반인 여자친구와 결혼(입적). 팬클럽 회원 전용 홈페이지에 결혼을 발표.
- 2006년 첫아이가 태어남. (아들인지 딸인지 확실하게 밝힌 바 없음)
- 니시카와 아야코가 말하기를 "내가 학생시절에 (듣기로는) 와세다 대학에 대단한 사람이 있다 라며 유명했다." 라고 한 것으로 보아 데뷔 전부터 단정한 외모로 유명했다라고 말함. (꽤나 쉽게 넘어오지 않는다고 친구가 말했다고 하는걸로 보아 여성관계에 있어서는 성실하다는 것을 보여주었다.)
- 본인이 말하기로는, 유소년기에는 형이 스포츠 만능에 머리도 좋아서 조금이지만 컴플렉스를 가지고 있다고 말함. 또 주변에서 비교당하며 자라서, 지기 싫어하는 면이 있음.
- 《프로포즈 대작전》에서는 야마시타 토모히사에게 왕자라는 별명을 얻었다.
- 좋아하는 아티스트는 BOØWY와 B'z이다.
- 연예계에서 친한 친구는 타니하라 쇼스케, 이토 히데아키, 이시하라 준이치, 뮤지션으로는 포르노그라피티의 신도 하루이치가 있다.
- 현 시애틀 마리나즈 소속의 이치로 선수의 열혈팬으로 오릭스 블루웨이브 시절부터 이치로 선수의 타율을 체크하는 것이 일과가 되어있다.

## 주된 출연 작품

### 드라마
- 하트에 S
  - 제 19회〈각자의 여행〉(1995년 8월21일, 후지테레비) - 드라마 데뷔작
  - 제 21회〈여름의 환타스타무〉(1995년 9월5일, 후지테레비)
- 도쿄SEX (1996년 2월 12일, 후지테레비) 제17회〈성추행〉- 오노역
- 카오 패밀리 스페셜 세상에서 가장 상냥한 음악 (1996년 5월 12일 - 19일, 후지테레비)
- 3번 테이블의 손님（1996년 10월 21일, 후지테레비) 제 1회
- 세상의 기묘한 이야기 (후지테레비)
  - 공포의 노래방 노래자랑 (1996년 12월 24일, 후지테레비) - 카와자키 역
- 명탐정양호실의 아줌마 (1997년 3월 10일, 테레비 아사히) 최종화 - 코다 역
- Shin-D Love Blood (1997년 4월 2일 - 9일, 닛폰테레비）
- 옥문도 (1997년 5월 5일, TBS) - 鵜飼章三 역
- 야마무라 미사 서스펜스 해바라기는 죽음의 메시지 (1997년 7월 12일, 테레비 아사히) 노무라 역
- 걸보이! (1997년 8월 23일 - 9월 27일, 테레비 아사히) 相模友弘 역
- 러브제너레이션 (1997년 11월 24일, 후지테레비) 제 7회
- 대하드라마 (NHK)
  - 도쿠가와 요시노부 (1998년 1월 - 12월) - 무라타 신자부로 역
  - 타이라노 키요모리 (2012년 1월 - 12월) - 사이교(사토 노리키요) 역
  - 세고돈 (2018년) - 아베 마사히로 역
- 돈워리! (1998년 5월 5일, 후지테레비) 제 4회 - 飯島光晴 역
- GTO (1998년 7월 - 9월, 후지테레비) - 사에지마 류지 역
- 해피 매니아 (1998년 8월 26일, 후지테레비) 제 8회 - 마다 유스케 역
- 나니사맛! (1998년 10월 - 12월, 도쿄 방송) - 타카스기 마키오 역
- (아침드라마) 아스카 (1999년 - 2000년, NHK) - 하야타 슌사쿠 역
- 귀신의 서가 (1999년 1월 - 3월, 후지) - 사사오카 유즈루 역
- P.S.건강합니다. 슌페이 (1999年6-9月, TBS) - 소네다 타카시 역
- GTO 드라마 스페셜 (1999년 6월 29일, 후지테레비) - 사에지마 류지 역
- 간호사의 일3 (2000년 4월 - 9월, 후지테레비) - 타카스기 켄타로 역
- 상복의 랑데뷰 (2000년 8월, NHK) - 주연・미치키 사토시 역
- 러브 레볼루션 (2001년 4월 - 6월, 후지테레비) - 스가 에이이치로우 역
- 플라토닉섹스～20살의 순애편 (2001년 9월 28일) - 탄바 카츠미 역
- 안티크~서양골동양과자점~ (2001년 10월 - 12월, 후지테레비) 오노 유우스케 역
- 첫체험 (2002년 1월 - 3월, 후지테레비) ‐ 히로타 (구성: 후사노) 타쿠미 역
- 간호사의 일4 (2002년 7월 - 9월, 후지테레비) - 타카스기 켄타로 역
- 고교교사 (2003년 1월 - 3월, TBS) - 주연・코가 이쿠미 역
- 태합기～원숭이라 불린 사나이～ (2003년 12월 27일, 후지테레비) - 오다 노부나가 역
- 사랑스런 그대에게 (2004년 4월 - 6월, 후지테레비) - 아즈미 슌스케 역
- 숙명 (2005년, WOWOW) - 주연・우리우 아키히코 역
- 슬로우 댄스 (2005년 4월 - 6월, 후지테레비) 세리자와 에이스케 역
- 별에 소원을～일곱장의 다다미에서 탄생한 410만개의 별～ (2005년 8월 26일, 후지테레비) 타케다 쿠니아키 역
- 나무쓰러뜨리기 진상～그 가족, 이후의 비극～ (2005년 9월 2-3일, 후지테레비) - 스기하라 켄이치 역
- 1리터의 눈물 (2005년 10월 - 12월, 후지테레비) - 미즈노 히로시 역
- 코바야카와 노부키의 사랑 (2006년 1월 - 3월, 후지테레비) - 니시 쿄스케 역
- 걸써클 (2006년 4월 - 6월, 닛폰테레비) - 주연・키타지마 신노스케 (신노스케) 역
- 멧세지～전설의 CM감독・스기야마 토시～ (2006년 8월 28일, TBS) - 주연・스기야마 토시 역
- 프러포즈 대작전 (2007년 4월 - 6월, 후지테레비) - 타다 테츠야 역
- 호타루의 빛 (2007년 7월 - 9월, 후지테레비) - 타카노 세이이치 (부쵸) 역
- Around 40 ～주문이 많은 여자들～ (2008년 4월 - 6월, TBS)
- 시바토라 (2008년 7월- , 후지테레비) - 후지키 코지로 역
- 나는 고흐가 될거야! ～사랑을 조각하는 남자 무나카타 시코와 그의 아내～ (2008년 10월 25일, 후지테레비) - 澤村涼二 역
- 이케멘소바가게 탐정～괜찮아!～ (Season1) (2009년 4월 - 6월, 닛폰테레비) - 주연・히구치 준타로 역
- 야광의 계단 (2009년 4월 - 6월) - 주연・사야마 미치오 역 ※마츠모토 세이쵸 탄생100年스페셜
- 시바토라～동안형사!사상최대위기 스페셜～ (2009년 5월 9일, 후지테레비) - 후지키 코지로우 역
- 이케멘소바가게 탐정～괜찮아!～(Season2) (2009년 7월 - 9월, 닛폰테레비) - 주연・히구치 준타로 역
- 최후의 약속 (2010년 1월 9일, 후지테레비) - 오카나카 신이치로우 역 ※특별출연
- 울지않기로 결심한 날 (2010년 1월 - 3월, 후지테레비) - 기리노 세이지 역
- 시바토라～동안형사스페셜～ (2010년 5월 22일, 후지테레비) - 후지키 코지로우 역
- 울지않기로 결심한 날～긴급스페셜～ (2010년 7월 2일, 후지테레비) - 기리노 세이지 역
- 호타루의 빛2 (2010년 7월 - 9월, 닛폰테레비) - 타카노 세이이치 (부쵸) 역
- CONTROL~심리 범죄 조작~ (2011년 1월 - 3월, 후지테레비)
- 삼색털 고양이 홈즈의 추리 (2012년 4월 14일 - 6월 23일, 일본NTV) - 장남 히로역
- PRICELESS~있을 리 없잖아, 그런 거!~ (2012년 10월 - 12월, 후지테레비) - 오오야시키 토이치로 역
- 여자 노부나가 (2013년 4월 5일 - 6일, 후지 TV) - 도쿠가와 이에야스 역
- 라스트 신데렐라 (2013년 4월 11일~6월 20일, 후지TV) - 타치바나 린타로 역
- 닥터X 외과의 다이몬 미치코2 (2013년 10월 17일 - 12월, 테레비 아사히) - 콘도 시노부 역
- 열쇠가 잠긴 방 SP (2014년 1월 4일, 후지테레비)
- 모리 미츠코를 산 여자(SP 드라마, 후지테레비) (2014년 5월 9일) - 오카모토 요시히코 역
- 안녕, 나 (2014년 10월-12월, NHK) - 호시노 요스케 역
- 노부나가 콘체르토 (2014년 10월 - 12월, 후지 TV) - 다케나카 한베에 역

### 영화
- 꽃보다 남자 (1995년) 하나자와 루이 역
- That's 컨닝! 사상최대의 작전? (1996년) 에자키 시노부 역
- 간호사의 일 (2002년) 타카스기 켄타로 역
- 드레곤헤드 (2003년) 니무라 역
- g@me (2003년) 주연･사쿠마 슌스케 역
- Jam Films S (2005년) 이마노 히데오 역
- 꽃보다 남자 파이널 (2008년)
- 20세기 소년 제 2장 (2009년) 쵸우노 쇼우헤이 역
- 극장판 TRICK 영능력자 배틀로얄 (2010년, 도호)
- 영화 호타루의 빛 (2012년, 도호) - 타카노 세이이치 (부쵸) 역

### V시네마
- F･I･S･H　세기말 인형전설（1998年）-タカオ　役

### 버라이어티 방송
- 오샤레이즘 (2005년 ~ )
- 호레유케!스타☆대작전 ~마리모미 위기일발!~ (2007년) 히구치 준타로 역

### 연극
- 해변의 카프카 (2014년-2015년)
  - 한국공연예정 (2015년 11월 25일-29일 / LG 아트센터)